# Гошмани (Њамц)
Гошмани (рум. Goșmani) насеље је у Румунији у округу Њамц у општини Романи. Oпштина се налази на надморској висини од 290 m.

## Становништво
Према подацима из 2002. године у насељу је живело 1103 становника, од којих су сви румунске националности.